# Challenger of Dallas 2014
El torneo Challenger of Dallas 2014, fue un torneo profesional de tenis. Perteneció al ATP Challenger Tour 2014. Se disputó su 17.ª edición sobre superficie dura, en Dallas, Estados Unidos entre el 3 y el 9 de febrero de 2014.

## Jugadores participantes del cuadro de individuales
| Favorito | País                      | Jugador             | Rank1 | Posición en el torneo |
| -------- | ------------------------- | ------------------- | ----- | --------------------- |
| 1        | Bandera de Estados Unidos | Michael Russell     | 97    | Primera ronda         |
| 2        | Bandera de Rusia          | Alex Bogomolov, Jr. | 98    | Segunda ronda         |
| 3        | Bandera de Estados Unidos | Tim Smyczek         | 100   | Baja                  |
| 4        | Bandera de Estados Unidos | Denis Kudla         | 109   | Segunda ronda         |
| 5        | Bandera de Canadá         | Frank Dancevic      | 119   | Baja                  |
| 6        | Bandera de Estados Unidos | Ryan Harrison       | 121   | Segunda ronda         |
| 7        | Bandera de Estados Unidos | Rhyne Williams      | 124   | Cuartos de final      |
| 8        | Bandera de Estados Unidos | Alex Kuznetsov      | 130   | Primera ronda         |

- 1 Se ha tomado en cuenta el ranking del día 27 de enero de 2014.

### Otros participantes
Los siguientes jugadores recibieron una invitación (wild card), por lo tanto ingresan directamente al cuadro principal (WC):
- Jean Andersen
- Jared Donaldson
- John Mee
- Clay Thompson

Los siguientes jugadores ingresan al cuadro principal tras disputar el cuadro clasificatorio (Q):
- Dennis Nevolo
- Evan King
- Justin S. Shane

Los siguientes jugadores ingresan al cuadro principal como exención especial (SE):
- Daniel Kosakowski

Los siguientes jugadores ingresan al cuadro principal como alternantes (Alt):
- Chase Buchanan

Los siguientes jugadores ingresan al cuadro principal como perdedores afortunados (LL):
- Jason Jung
- Wilson Leite

## Jugadores participantes en el cuadro de dobles

### Cabezas de serie
| Favorito | País                      | Jugador         | País                      | Jugador          | Rank1 | Posición en el torneo |
| -------- | ------------------------- | --------------- | ------------------------- | ---------------- | ----- | --------------------- |
| 1        | Bandera de Australia      | Samuel Groth    | Bandera de Australia      | Chris Guccione   | 162   | CAMPEÓN               |
| 2        | Bandera de Italia         | Riccardo Ghedin | Bandera de Italia         | Alessandro Motti | 308   | Primera ronda         |
| 3        | Bandera de Estados Unidos | Vahid Mirzadeh  | Bandera de Canadá         | Peter Polansky   | 321   | Primera ronda         |
| 4        | Bandera de Estados Unidos | Rajeev Ram      | Bandera de Estados Unidos | Bobby Reynolds   | 430   | Primera ronda         |

- 1 Se ha tomado en cuenta el ranking del día 27 de enero de 2014.

## Campeones

### Individual Masculino
- Steve Johnson derrotó en la final a  Malek Jaziri, 6-4, 6-4.

### Dobles Masculino
- Samuel Groth /  Chris Guccione derrotaron en la final a  Ryan Harrison /  Mark Knowles por 6-4, 6-2.